# Голдфранк, Уолтер
Уолтер Л. Голдфранк (англ. Walter L. ("Wally") Goldfrank; 1940—2017) — американский социолог. Доктор философии (1973), профессор Калифорнийского университета в Санта-Крузе и провост его College Eight. Редактор Journal of World-Systems Research (2000—2007).

## Биография
До шестого класса учился в Hunter College Elementary School.
Окончил Гарвард (бакалавр AB magna cum laude, 1962). Также сертифицировался как социолог в Мадридском университете (1963). Докторскую степень по социологии получил в Колумбийском университете (1973). В те же годы подрабатывал в NAACP Legal Defense and Educational Fund.
С 1968 ассистент- (по 1975), с 1976 ассоциированный, с 1983 профессор социологии Калифорнийского университета в Санта-Крузе (также заведовал кафедрой социологии), где с 1991 одновременно провост College Eight (1988—1996); феллоу-сооснователь Merrill College. В 1992 получатель полумиллионного гранта от фонда Макартуров.
Принимал активное участие в антивоенном движении и движении за гражданские права.
Автор The Causes of the Mexican Revolution (Columbia university, 1973). Редактор The World-System of Capitalism: Past and Present (Beverly Hills: Sage, 1979. 312 pp.) {Рец. Christopher Chase-Dunn}, построенной, как отмечает рецензент, вокруг основных теоретических вопросов, поднятых появлением «мир-системной перспективы».
Соредактор Ecology and the World-System {Рец., Marina Fischer-Kowalski}.
Публиковался в Theory and Society, Critical Sociology, Social Problems, American Journal of Sociology.
Перед кончиной болел раком. Остались супруга (они были в браке более полувека) и двое детей: Наоми Тэлиш и Бенджамин Голдфрэнк.